# مارينا تشيرنوفا
مارينا تشيرنوفا (بالروسية: Чернова, Марина Олеговна)‏ هي لاعبة جمباز بهلوانية ‏ روسية، ولدت في 7 مارس 1996 في أومسك في روسيا.

## وصلات خارجية
- مارينا تشيرنوفا على موقع الاتحاد الدولي للجمباز (licence) (الإنجليزية)
- مارينا تشيرنوفا على موقع الاتحاد الدولي للجمباز (biography) (الإنجليزية)